# Columba argentina
La  colomba argentata o colombaccio argentato (Columba argentina Bonaparte, 1855) è un uccello appartenente alla famiglia Columbidae, diffuso in Malaysia e in Indonesia.
È una specie in pericolo critico di estinzione, di cui sopravvive una popolazione stimata di meno di 50 esemplari.

## Descrizione
Non si riesce a distinguere bene dal piccione imperiale bianconero da lontano: mentre quest'ultimo può variare la tonalità (può essere bianchiccio, grigiastro o persino giallastro) il colombaccio argenteo invece è sempre grigio pallido-argenteo, con le remiganti e le estremità della coda nere. Le principali caratteristiche si trovano in testa: ha una fronte sfuggente (arrotondata nel piccione imperiale bianconero), dei bargigli oculari rossi o violacei e il becco più scuro alla base (più chiaro nel p. imperiale bianconero) e il resto grigio-violaceo con una punta bianca o verdina. I piedi sono bluastri con macchie rosse.

## Biologia

### Alimentazione
Si nutre di frutta.

### Riproduzione
Depone un solo uovo, bianco, in un nido di rami e foglie.

## Distribuzione e habitat
Attualmente è diffuso in Malaysia e in Indonesia.

## Conservazione
La IUCN Red List classifica Columba argentina come specie in pericolo critico di estinzione (Critically Endangered).
Si credeva fosse estinto, ma nel 2008 vennero scoperte delle popolazioni selvatiche.
Si parla di meno di 50 esemplari maturi, e una delle cause del suo declino demografico è la deforestazione.